# 細田愛
細田爱（Hosoda Ai，1995年11月27日—）是日本田徑運動員，專攻長跑項目。她代表日本參加2017年夏季世界大學運動會田徑比賽女子5000公尺和10,000公尺項目，最終獲得女子10,000公尺項目銅牌。

## 賽事記錄
| 年        | 賽事           | 舉辦城市     | 名次      | 項目               | 記錄      |
| 代表 日本 | 代表 日本      | 代表 日本    | 代表 日本 | 代表 日本          | 代表 日本 |
| --------- | -------------- | ------------ | --------- | ------------------ | --------- |
| 2016      | 世界大學錦標賽 | 義大利卡西諾 | 第9名     | 女子個人 (6.2公里) | 22:32     |
| 2016      | 世界大學錦標賽 | 義大利卡西諾 | 冠軍      | 女子團體           | 13分      |
| 2017      | 世界大學運動會 | 臺灣臺北市   | 第10名    | 5000公尺           | 16:05.66  |
| 2017      | 世界大學運動會 | 臺灣臺北市   | 季軍      | 10,000公尺         | 33:27.89  |

## 外部連結
- 細田愛在的頁面
- 細田愛的X（前Twitter）
- 細田愛的Instagram帳戶